# London and South Western Railway
A London and South Western Railway (L & SWR) era uma empresa ferroviária na Inglaterra de 1838 a 1922. A sua rede alargada abrangia de Londres para Plymouth, via Salisbury e Exeter, com ramificações para Ilfracombe e Padstow e via Southampton Bournemouth e Weymouth. Também havia muitas linhas que ligam a cidade em Hampshire e Berkshire, incluindo Portsmouth e Reading. No agrupamento dos caminhos de ferro em 1923 a L & SWR tornou-se parte da Southern Railway.